# アンシェヌマン (バレエ)
アンシェヌマン（仏：enchaînement）は、バレエにおいて2種類以上のパを組み合わせた一連の動きを指す用語である。1つの舞踊は多くのアンシェヌマンから成り立ち、アンシェヌマンの構成には振付家や指導者のセンスが反映される。

## 定義
アンシェヌマンはフランス語のアンシェネ（enchaîner、鎖でつなぐ、脈絡をつける）という動詞の名詞形で、連鎖、つながり、関係などを意味する単語である。バレエにおいては動きの最小単位であるパを組み合わせて一連の動きにまとめたもので、文章で言えば単語にあたるパを組み合わせて1つのセンテンスに仕上げたものである。
個々のパのみでは単調な運動に過ぎないものが、数種類を組み合わせてアンシェヌマンになると多彩な動きのめりはり、音楽性などが伴ってきて舞踊に近づく。とりわけクラシック・バレエの場合にはパの役割に厳格な規則性（跳ぶパなど主役になるパと脇役になるつなぎのパ）があってでたらめに組み合わせることができない。一定のパの後には特定の種に属するパが続くなど、パとパの間には関連が成り立っていて、1つのパの後に無理なく次のパに入れるように考慮された上で構成される。
1つの舞踊は、多くのアンシェヌマンの連続から成り立つ。アンシェヌマンを構成するパの連結の仕方には振付家や指導者のセンスが反映され、舞踊作品の多様な表現が生み出される。